# 호르미즈드 3세
호르미즈드 3세(영어: Hormizd III, ? - 459년)는 사산 왕조 페르시아 제국의 샤이다. 야즈데게르드 2세의 자손이다.

## 생애
호르미즈드는 그의 형제(페로즈 1세)와 박트리아의 에프탈과 지속적으로 전쟁을 벌였으나, 459년에 페로즈 1세에게 살해당한다.

## 관련 문헌
- Wigram, W. A. An introduction to the history of the Assyrian Church or The Church of the Sassanid Persian Empire, (Gorgias Press, 2004), ISBN 1593331037

| 전임 야즈데게르드 2세 | 사산 왕조의 샤 호르미즈드 3세 457년 - 459년 | 후임 페로즈 1세 |

 본 문서에는 현재 퍼블릭 도메인에 속한 브리태니커 백과사전 제11판의 내용을 기초로 작성된 내용이 포함되어 있습니다.